# László Balint
György László Balint, noto come László Balint (Brașov, 29 marzo 1979), è un allenatore di calcio ed ex calciatore rumeno, tecnico dell'Oțelul Galați.

## Carriera

### Calciatore
Difensore, cresce calcisticamente nel Brașov e dal 1998 al 2001 veste le maglie di Rapid Energia Brașov e Romradiatoare Brașov, per poi tornare al Brașov, nelle cui file milita per quattro anni in Liga I. Dopo la retrocessione del club, si trasferisce al più quotato CFR Cluj, con cui raggiunge la finale della Coppa Intertoto nel 2005. Negli anni seguenti milita nell'UTA Arad e nell'Unirea Urziceni, con cui vince uno storico titolo rumeno nel 2008-2009. Veste quindi la maglia degli ungheresi del Diósgyőr e, tornato in patria, dell'Unirea Tărlungeni, con cui chiude la carriera nella stagione 2010-2011 nelle vesti di giocatore-allenatore.

### Allenatore
Da allenatore ha iniziato nel 2010 alla guida dell'Unirea Tărlungeni, che ha condotto a una storica promozione in Liga II, la prima nella storia del club. Nella seconda parte della stagione 2014-2015 lascia l'Unirea Tărlungeni e si accasa al Brașov, in Liga I, come vice-allenatore. Allena poi l'Acad. Clinceni, in Liga II. Nel giugno 2017 viene nominato allenatore del Târgu Mureș, appena retrocesso in Liga II, ma dopo tre mesi e sei partite si dimette, con la squadra al terzo posto in campionato. Siede dunque sulla panchina del Csíkszereda, con cui ottiene il secondo posto nella Liga III 2017-2018, il miglior piazzamento nella storia del club. Nel giugno 2018 viene ingaggiato dallo Sportul Snagov, in Liga II, conducendolo al primo posto della Liga II nella prima parte della stagione 2018-2019. Nel gennaio 2019, anche a causa dei problemi finanziari del club, Balint lascia la squadra insieme ad alcuni calciatori chiave. Nell'estate del 2019 diviene l'allenatore dell'UTA Arad, in Liga II. Si separa dalla squadra dopo due anni e mezzo in cui ha centrato anche la promozione in Liga I. A giugno 2022 diventa l'allenatore del CSU Craiova. Ad agosto, dopo solo 7 partite ed un bilancio di 2 vittorie, 3 pareggi e 2 sconfitte, viene esonerato. A novembre torna all'UTA Arad. Ad aprile 2023, con la squadra in lotta retrocessione, viene esonerato.